# پیاساچوو
پیاساچوو (به بلغاری: Pyasachevo) یک منطقهٔ مسکونی در بلغارستان است که در شهرستان سیمئونوفگراد واقع شده‌است.